# Efeito Westermarck

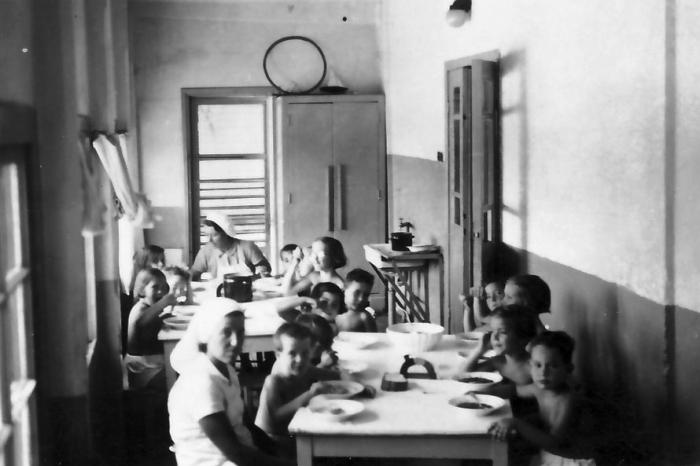
As práticas de criação de filhos do sistema kibutz são às vezes citadas como um exemplo do efeito Westermarck. Retratado acima um grupo de crianças no Kibutz Gan Shmuel, por volta de 1935-1940.

O efeito Westermarck, também conhecido como imprinting sexual reverso, é uma hipótese psicológica de que as pessoas tendem a não se sentir atraídas por colegas com quem viviam como irmãos antes dos seis anos. Esta hipótese foi proposta pela primeira vez pelo antropólogo finlandês Edvard Westermarck em seu livro The History of Human Marriage (A História do Casamento Humano, 1891) como uma explicação para o tabu do incesto.

## Pesquisa desde Westermarck
O efeito Westermarck alcançou algum suporte empírico. Os proponentes apontam para evidências do sistema de kibutz israelense, dos costumes de casamento chinês Shim-pua e de famílias biologicamente relacionadas.
No caso dos kibutzim israelenses (fazendas coletivas), as crianças eram criadas de forma comunitária em grupos de pares, com base na idade, não nas relações biológicas. Um estudo dos padrões de casamento dessas crianças mais tarde na vida revelou que dos quase 3.000 casamentos que ocorreram em todo o sistema do kibutz, apenas 14 foram entre crianças do mesmo grupo de pares. Desses 14, nenhum foi criado junto durante os primeiros seis anos de vida. Este resultado sugere que o efeito Westermarck opera durante o período do nascimento aos seis anos de idade.
Nos casamentos Shim-pua, uma menina seria adotada em uma família como a futura esposa de um filho, que muitas vezes era um bebê na época. Esses casamentos frequentemente fracassaram, como seria de esperar de acordo com a hipótese de Westermarck.
Estudos mostram que o casamento entre primos no Líbano tem uma taxa de sucesso menor se os primos foram criados em condições semelhantes a irmãos; as uniões de primos em primeiro grau são mais bem-sucedidas no Paquistão se houver uma diferença de idade substancial, bem como menor apelo conjugal para primos que cresceram dormindo no mesmo quarto em Marrocos. Evidências também indicam que irmãos separados por longos períodos de tempo desde a infância eram mais propensos a relatar ter se envolvido em atividade sexual um com o outro.

## Crítica
Eran Shor e Dalit Simchai revisitaram os resultados do kibutzim e encontraram atração sexual mesmo sem ter havido consumação. Eles concluem que qualquer aversão inata precisa ser apoiada por pressões e normas sociais.